# Степаненко, Пётр Владимирович
Пётр Влади́мирович Степане́нко (укр. Петро Володимирович Степаненко, позывной — Хохол; 12 июля 1978, Озирна — 8 июля 2023, Клещиевка) — украинский военнослужащий, младший сержант, участник российско-украинской войны. Герой Украины (21 февраля 2025, посмертно).

## Биография
Родился 12 июля 1978 года в селе Озирна Звенигородского района Черкасской области. После окончания местной школы учился в Тальянковском агротехническом колледже Уманского национального садоводческого университета. Впоследствии работал на строительстве в Киеве.
С началом российского вторжения в Украину встал на защиту страны. Пройдя соответствующее обучение, служил боевым медиком роты огневой поддержки 159 батальона 118 бригады ТРО. С апреля 2023 года выполнял боевые задания в Бахмутском районе Донецкой области.
Погиб 8 июля 2023 года вблизи села Клещиевка Бахмутского района, спасая побратима от смерти.

## Награды
- Звание «Герой Украины» с удостоением ордена «Золотая Звезда» (21 февраля 2025, посмертно) — за личное мужество и героизм, проявленные в защите государственного суверенитета и территориальной целостности Украины, верность военной присяге[3].
- Орден «За мужество» III степени (25 сентября 2023, посмертно) — за личное мужество и самоотверженные действия, проявленные в защите государственного суверенитета и территориальной целостности Украины, верность военной присяге[4].